# Киркенсеський сільський округ
Киркенсе́ський сільський округ (каз. Қыркенсе ауылдық округі, рос. Кыркенсеский сельский округ) — адміністративна одиниця у складі Жанакорганського району Кизилординської області Казахстану. Адміністративний центр та єдиний населений пункт — село Абдігаппар.
Населення — 1847 осіб (2021; 2013 у 2009, 1985 у 1999, 1666 у 1989).
Станом на 1989 рік існувала Задар'їнська сільська рада (села Киркенсе, Перше Мая). Пізніше село Жанарик (колишнє Перше Мая) утворило окремий Жанарицький сільський округ. 2015 року ліквідовано село Корасан.

## Склад
До складу округу входять такі населені пункти:
| Населений пункт  | Колишні назви | Населення, осіб (1989) | Населення, осіб (1999) | Населення, осіб (2009) | Населення, осіб (2021) |
| ---------------- | ------------- | ---------------------- | ---------------------- | ---------------------- | ---------------------- |
| Абдігаппар, село | Киркенсе      | 1666                   | 1818                   | 2012                   | 1847                   |
| Корасан, село    | -             | -                      | 140                    | 1                      | -                      |